# Санта-Кроче-дель-Санніо
Санта-Кроче-дель-Санніо (італ. Santa Croce del Sannio) — муніципалітет в Італії, у регіоні Кампанія,  провінція Беневенто.
Санта-Кроче-дель-Санніо розташована на відстані близько 195 км на схід від Рима, 75 км на північний схід від Неаполя, 29 км на північ від Беневенто.
Населення — 938 осіб (2014).

## Демографія
Населення за роками:

Станом на 1 січня 2023 року в муніципалітеті офіційно проживали 54 іноземці з 17 країн, серед них 18 громадян країн Євросоюзу та 2 громадяни України.

## Сусідні муніципалітети
- Кастельпагано
- Черчемаджоре
- Чирчелло
- Морконе